# Les Martres-d'Artière
Les Martres-d'Artière is een gemeente in het Franse departement Puy-de-Dôme (regio Auvergne-Rhône-Alpes). De plaats maakt deel uit van het arrondissement Clermont-Ferrand. Les Martres-d'Artière telde op 1 januari 2022 2.237 inwoners.

## Geografie
De oppervlakte van Les Martres-d'Artière bedroeg op 1 januari 2022 14,96 vierkante kilometer; de bevolkingsdichtheid was toen 149,5 inwoners per km².

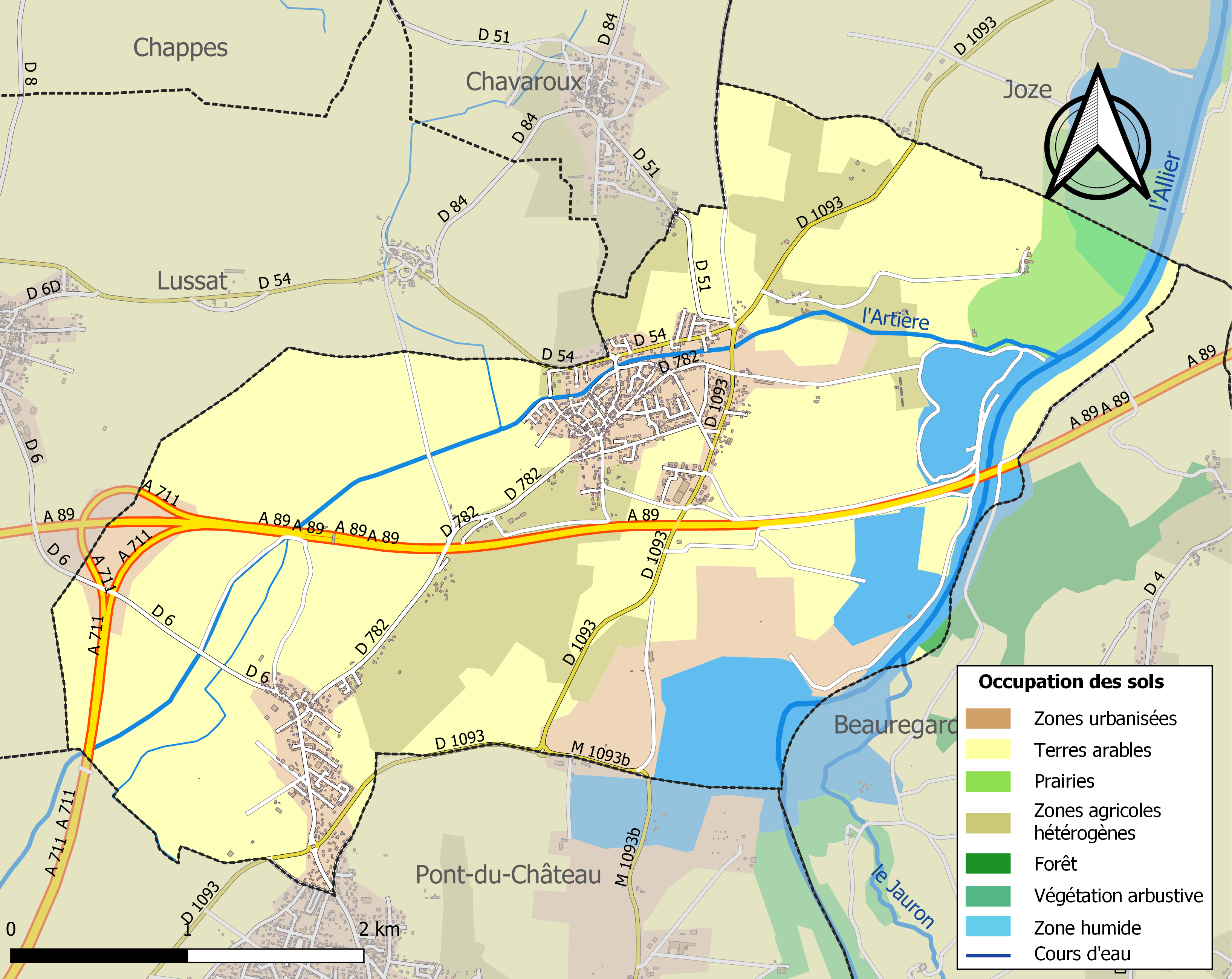
Kaart van de gemeente met belangrijkste infrastructuur, bodemgebruik en omliggende gemeenten

## Demografie
Onderstaande figuur toont het verloop van het inwonertal (bron: INSEE-tellingen).